# Sejong il Grande
Sejong il Grande (세종대왕?, 世宗大王?, Sejong Dae-wangLR, Sejong Tae-wangMR; nato Yi Do (이도?, 李祹?, I DoLR, I ToMR), soprannome Wonjeong (원정?, 元正?, WŏnchŏngMR); Hanseong, 15 maggio 1397 – Hanseong, 8 aprile 1450) è stato il quarto re di Joseon, sul quale regnò dal 1418 fino alla sua morte.
Era il terzo figlio del re Taejong e della regina consorte Min, designato principe ereditario quando il fratello maggiore fu privato del titolo.
Sejong rafforzò le politiche confuciane ed eseguì importanti modifiche legislative (공법?, 貢法?, GongbeopLR). Creò l'alfabeto hangŭl, incoraggiò il progresso scientifico e tecnologico e si adoperò per aumentare la prosperità del regno. Ordinò campagne militari nel nord e promulgò la politica civile (사민정책?, 徙民政策?, Samin jeongchaekLR) per attirare nuovi coloni. Nel sud, soggiogò i razziatori giapponesi e conquistò l'isola di Tsushima.
Nonostante l'appellativo "il Grande" sia stato dato postumo ad ogni sovrano di Goryeo e Joseon, è associato per antonomasia a lui e Gwanggaeto.

## Giovinezza e ascesa al trono
Sejong nacque il 15 maggio 1397, terzo figlio di re Taejong, e gli fu dato il nome Do. A dodici anni, diventò il "gran principe Chungnyeong" (충녕대군?, Chungnyeong daegunLR). Fin dalla più tenera età fu un avido lettore e studente straordinario, favorito dal padre a discapito dei due fratelli maggiori.
Il figlio maggiore di Taejong, il gran principe Yangnyeong (양녕대군?, Yangnyeong daegunLR), fu proclamato erede apparente nel 1404. Tuttavia, il suo spirito libero e la preferenza per le attività di caccia e di svago gli fecero perdere il titolo nel giugno del 1418. Nonostante si dica che Yangnyeong abbia abdicato in favore del fratello minore, non sono pervenute registrazioni definitive sulla sua rimozione. Il secondo figlio maschio di Taejong, il gran principe Hyoryeong, si fece monaco alla proclamazione di Sejong ad erede apparente. Taejong si adoperò immediatamente per rafforzare la posizione del figlio minore, licenziando i funzionari che si opponevano alla rimozione di Yangnyeong. Nell'agosto 1418, Taejong abdicò, ma continuò a influenzare il governo. Il buonsenso politico e la creatività di Sejong divennero evidenti solo alla morte del genitore nel 1422.

## Regno

### Politica interna e religione
Sejong rivoluzionò il governo nominando a funzionari persone provenienti da strati sociali diversi. Inoltre, svolse gli eventi governativi ufficiali secondo i dettami del confucianesimo e incoraggiò il popolo a fare lo stesso. Il confucianesimo divenne così la prassi sociale, e il sovrano stesso pubblicò libri sull'argomento. Fu invece duro con il buddhismo: bandì tutti i bonzi dalla capitale e vietò loro di recitare le scritture nei luoghi pubblici, ridusse drasticamente il potere e le ricchezze delle gerarchie buddhiste, limitò i templi a trentasei, divisi tra le scuole Gyojong (Scuola della dottrina) e Seonjong (Scuola della meditazione), scoraggiò la cremazione; in seguito, però, mitigò le proprie azioni, fece costruire templi buddhisti e introdusse l'esame per diventare bonzi. Inoltre, alla morte della regina consorte, fece edificare un tempietto buddhista (il naebultang) entro il territorio del palazzo, al quale fortemente si opposero gli studiosi dell'epoca.
Nel 1427 emanò un decreto contro la comunità islamica (huihui), che godeva di stipendi e di uno status sociale elevato dai tempi della dinastia Yuan. I musulmani furono costretti a rinunciare ai propri copricapi, a chiudere la moschea a Kaesŏng e ad adorare come il resto del popolo.

### Politica estera e innovazioni militari
Sotto la guida di Sejong, la Corea cominciò a sviluppare una serie di nuove armi da fuoco, tra le quali cannoni e frecce infuocate; fu testata anche la polvere da sparo.
I rapporti con la dinastia Ming si mantennero buoni, e Sejong strinse alcuni accordi di successo che favorirono il suo paese. I rapporti con il Giappone furono invece più combattuti: nel maggio 1419, seguendo la guida e i consigli di suo padre, Sejong si lanciò nella spedizione orientale Gihae, l'ultimo obiettivo della campagna militare che puntava all'eliminazione dei pirati giapponesi che avevano la propria base sull'isola di Tsushima, dalla quale imperversavano nel Mar Cinese Orientale. Furono uccisi 245 giapponesi e 110 vennero catturati, mentre morirono 180 soldati coreani; vennero invece liberati 146 cinesi e 8 coreani tenuti in ostaggio. Nel settembre 1419 fu decisa una tregua e l'esercito tornò in Corea, ma il trattato di Gyehae fu firmato solo nel 1443. Il daimyō di Tsushima promise di pagare i tributi al re di Joseon, che in cambio concesse al clan Sō i diritti di prelazione sui rapporti commerciali tra la penisola e il Giappone.
Nel 1433, Sejong inviò il generale Kim Jong-seo a distruggere il popolo Jurchen, che aveva il proprio territorio nel nord della penisola coreana. La campagna militare assicurò a Joseon vari castelli nemici e spostò il confine al fiume Songhua. Quattro contee (사군?, 四郡?, sagunLR) e sei guarnigioni (육진?, 六鎭?, yukjinLR) furono istituiti per la salvaguardia della popolazione.

### Scienza, tecnologia e letteratura

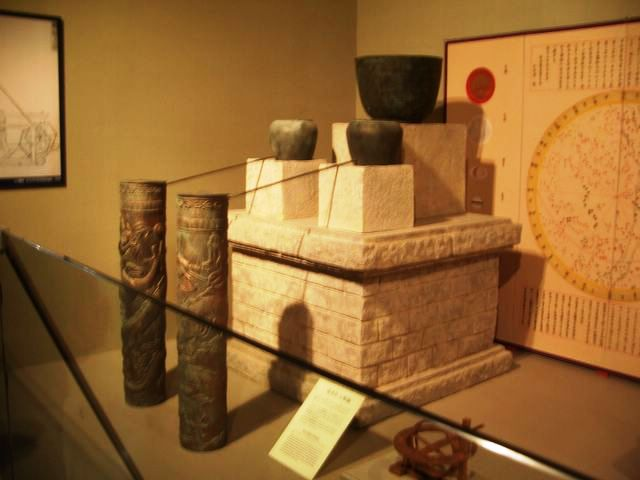
Ricostruzione in scala della clessidra ad acqua con suoneria automatica.

Sejong è noto per gli avanzamenti compiuti dalla scienza sotto il suo governo.
Nel 1423, dispose l'emissione di nuove monete in rame (rifiutate dal popolo), e vennero realizzati nuovi caratteri da stampa nel 1420 e nel 1434, grazie ai quali fu possibile documentare il progresso del paese su carta. Furono redatti manuali di comportamento confuciano, come il Samgang haengsilto ("I tre principi fondamenti del retto comportamento") di Seol Sun, risalente al 1431, e le cronache delle attività del Jiphyeonjeon (Palazzo degli uomini di valore), oltre al Chipyeong yoram ("Manuale per la pace del governo") nel 1445. Fu inoltre redatto un inventario degli strumenti e della musica esistenti.
Volendo aiutare i contadini, nel 1429 ordinò a Jeong Jo di creare un manuale, il Nongsa jikseol (농사직설?, 農事直說?; Discorsi diretti sull'agricoltura), contenente informazioni sulle diverse tecniche agricole della penisola coreana, necessarie per mantenere il metodo, appena adottato, della coltivazione intensiva e continua. Conscio dell'importanza dell'agricoltura per l'economia del regno, permise ai contadini di pagare più o meno imposte in base alla prosperità del momento, in modo che potessero concentrarsi sul lavoro. Quando il palazzo si ritrovava in eccedenza di cibo, lo faceva distribuire ai poveri e ai bisognosi.
Durante il regno di Sejong, Jang Yeong-sil divenne noto come inventore di primo piano, ma apparteneva ad un ceto basso. Il sovrano, tuttavia, riconobbe le sue capacità e lo convocò a corte, intenzionato a conferirgli una carica governativa e i finanziamenti per le sue invenzioni. I funzionari protestarono, sostenendo che gli inferiori non dovessero salire al potere insieme ai nobili, ma Sejong ritenne che le abilità di Jang meritassero il suo sostegno. Jang Yeong-sil creò la clessidra ad acqua con suoneria automatica (chagyeongnu) nel 1434, nuove sfere armillari e meridiane, e nel 1442 costruì il primo pluviometro al mondo, il cheug-ugi, un'idea di Munjong, figlio ed erede di Sejong. Il modello originale non è sopravvissuto, giacché il pluviometro orientale esistente più antico è una riproduzione ordinata da Yeongjo nel 1770. Siccome reca il simbolo dell'imperatore Qianlong, è talvolta scambiato per un oggetto importato dalla Cina, nonostante sia di fattura coreana.

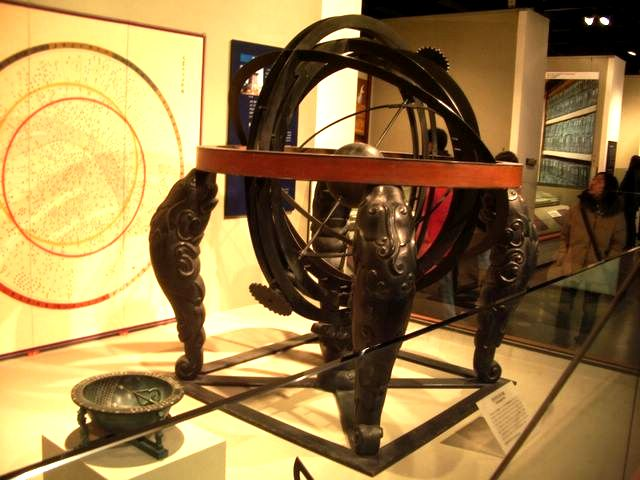
Globo celeste.

Sejong volle anche riformare il calendario coreano, ai tempi basato sulla longitudine della capitale cinese, impostandolo invece sul meridiano della capitale di Joseon, Hanseong. Questo nuovo sistema permise agli astronomi coreani di determinare con precisione il momento delle eclissi di Sole e di Luna.
Per quanto riguarda la medicina tradizionale coreana, vennero scritti due importanti trattati, lo Hyangyak jipseongbang ("Compilazione delle ricette tradizionali coreane", 1433), che raccoglieva 959 diagnosi e 10.706 prescrizioni mediche frutto di due anni di studi, e lo Uibang yuchwi ("Raccolta classificata delle ricette mediche", 1445). Lo storico Kim Yong-sik li ha definiti "gli sforzi coreani di sviluppare una conoscenza medica propria, distinta da quella della Cina".
Anche gli scritti personali di Sejong sono tenuti in alta considerazione. Egli compose gli Yongbi eocheon ga ("Canti dei draghi volanti", 1445), i Seokbo sangjeol ("Episodi della vita di Buddha", luglio 1447), le Wor-in cheon-gang jigok ("Canzoni della luna splendente su mille fiumi", luglio 1447) e il Dongguk jeong-un ("Dizionario della corretta pronuncia sino-coreana", settembre 1447).

#### L'alfabeto coreano
Nel 1420 Sejong creò il Jiphyeonjeon (집현전?, 集賢殿?, ChiphyŏnjŏnMR; Palazzo degli uomini di valore) al palazzo Gyeongbokgung. Era composto da un gruppo di sapienti di fama, selezionati dal re stesso. Creato inizialmente come istituto di ricerca, il Jiphyeonjeon ricevette in seguito il compito di creare un alfabeto coreano che potesse aiutare la gente comune a comprendere il linguaggio scritto. Fino a quel momento la Corea aveva utilizzato, per tutte le opere scritte, la scrittura cinese hanja affiancata da sistemi fonetici nativi che ne illustrassero la pronuncia, la quale tuttavia era quasi totalmente ignota alle masse. Con l'introduzione di un nuovo alfabeto creato su misura per la lingua coreana, Sejong sperava di promuovere la letteratura tra i poveri e aiutarne l'educazione.
Il nuovo coreano scritto introdusse nel paese una nuova epoca di alfabetismo e istruzione. Il nuovo sistema alfabetico fu completato nel 1443 e pubblicato nel 1446 in un manuale da 33 pagine, lo Hunminjeongeum (letteralmente "I suoni corretti per l'educazione del popolo"), ma ci vollero molti anni perché si diffondesse in modo ampio.

### Sistema legale e giustizia penale
Sejong promulgò una serie di modifiche al sistema legale per assicurare che i processi fossero equi e che i condannati ricevessero pene ragionevoli. Egli riteneva che fosse ingiusto considerare i cittadini responsabili di aver violato la legge senza assicurarsi che avessero i mezzi per comprendere le leggi che avevano infranto. Nonostante la riluttanza dei suoi ministri, egli ordinò che l'intero codice di leggi della Corea fosse esposto in pubblico, affinché tutti potessero vederlo. Il Jiphyeonjeon fu incaricato di redigere il Jeongjeon (codice di giustizia); inoltre il re si oppose alla pena di morte, informando i giudici che non avrebbero dovuto ricorrervi se non in casi di assoluta necessità. La sua "Legge dei tre appelli" concedeva a tutti gli accusati fino a tre appelli al re, assicurando così che tutti avessero la possibilità di parlare in propria difesa.

## Morte ed eredità

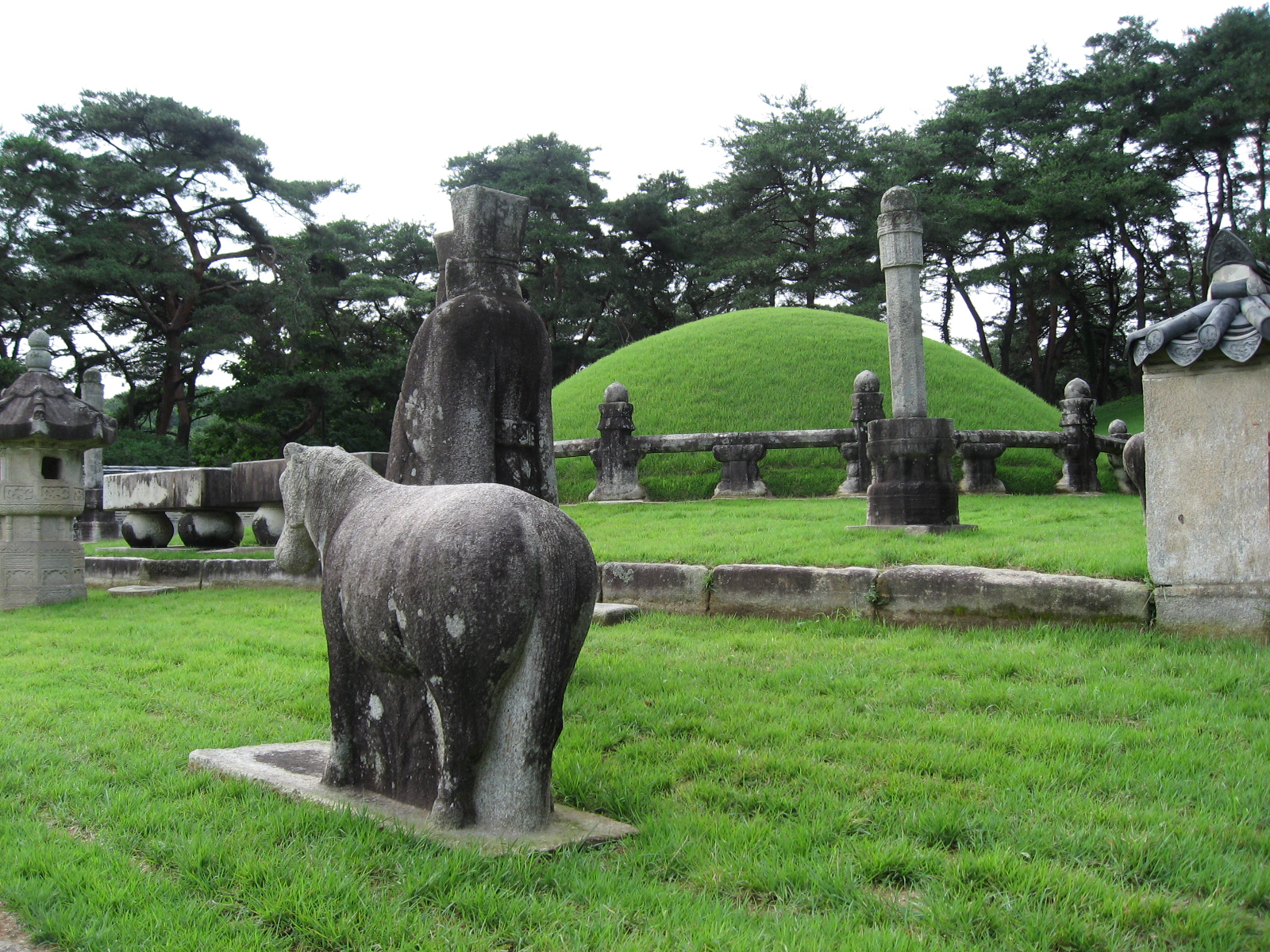
Tomba di re Sejong.

Anche in età avanzata Sejong continuò a occuparsi degli affari del governo, nonostante fosse diventato cieco in seguito alle complicazioni del diabete, malattia che alla fine lo portò alla morte l'8 aprile del 1450 dopo 32 anni di regno. Il suo nome postumo fu "re Sejong Jangheon Yeongmun Yemu Inseong Myeonghyo il Grande" (세종장헌영문예무인성명효대왕?, 世宗莊憲英文睿武仁聖明孝大王?). Fu seppellito nel mausoleo Yeong e gli succedette il suo primogenito, Munjong. Sejong aveva giudicato che egli, a causa della salute cagionevole, non sarebbe vissuto a lungo, perciò sul letto di morte chiese agli studiosi del Jiphyeonjeon di badare a suo nipote Danjong. Come previsto, Munjong morì due anni dopo e la stabilità politica di cui il regno aveva goduto sotto Sejong andò in frantumi con l'ascesa di Danjong, allora soltanto dodicenne. Infine il secondogenito di Sejong, Sejo, usurpò il trono nel 1455; quando i ministri che avevano servito sotto Sejong cercarono di ripristinare Danjong, Sejo giustiziò loro e il nipote, e abolì il Jiphyeonjeon.
Sejong è una figura di spicco nella storia per il suo governo saggio, nobile e generoso e per l'introduzione di notevoli progressi nella scienza e nella tecnologia. Il suo regno portò a una vera e propria rivoluzione nella cultura coreana i cui effetti durarono secoli. È ricordato come un leader di grande benevolenza, fermamente convinto che ogni persona fosse degna del suo rispetto: non solo i sudditi del suo regno, ma anche le cosiddette "tribù barbariche" sparse per l'Asia. Lui stesso misurò il proprio successo come governante unicamente in base alla felicità e alla prosperità del suo popolo, ponendo il benessere dei sudditi come priorità assoluta. Sejong era anche solito invitare ai suoi banchetti e onorare le persone anziane, senza riguardo per il rango o il livello sociale degli altri partecipanti.
La sua effigie appare sulle banconote da 10.000 won della Corea del Sud, e anche su alcune monete commemorative.
Nel 2009 fu eretta la Statua di Sejong il Grande in bronzo alta 9,5 metri, realizzata dallo scultore Kim Young-won, sul marciapiede di piazza Gwanghwamun a Seul, davanti al Sejong Center for the Performing Arts. Nel piedistallo si apre una delle molte entrate al museo sotterraneo "La storia di re Sejong". La strada Sejongno, sempre a Seul, deve a lui il suo nome.
L'asteroide 7365 Sejong è stato così denominato in suo onore.
Il 9 ottobre e il 15 gennaio sono proclamati Giorno dell'hangul rispettivamente in Corea del Sud e in Corea del Nord.

## Discendenza
- Consorti e rispettiva prole:
  1. Regina Soheon del bon-gwan Sim di Cheongsong (12 ottobre 1395 – 19 aprile 1446). Figlia di Sim On, nobile Anhyo, principe interno Cheongcheon, e della dama Sunheung del bon-gwan Ahn.
    1. Yi Hyang, principe ereditario Hyang (15 novembre 1414 – 1 giugno 1452)
    2. Yi Yu, gran principe Suyang (2 novembre 1417 – 23 settembre 1468)
    3. Yi Yong, gran principe Anpyeong (18 ottobre 1418 – 18 novembre 1453)
    4. Yi Gu, gran principe Imyeong (6 gennaio 1420 – 21 gennaio 1469)
    5. Yi Yeo, gran principe Gwangpyeong (2 maggio 1425 – 7 dicembre 1444)
    6. Yi Yu, gran principe Geumseong (5 maggio 1426 – 7 novembre 1457)
    7. Yi Im, gran principe Pyeongwon (18 novembre 1427 – 16 gennaio 1445)
    8. Yi Yeom, gran principe Yeongeung (23 maggio 1434 – 2 febbraio 1467)
    9. Principessa Jeongso (1412 – 25 febbraio 1424)
    10. Principessa Jeongui (1415 – 11 febbraio 1477)

  2. Consorte reale Yeong del bon-gwan Kang di Jinju. Figlia di Kang Seok-deok e della seconda figlia di Sim On; nipote della regina Soheon.
    1. Yi Yeong, principe Hwaui (1425 – 1460)

  3. Consorte reale Shin del bon-gwan Kim di Cheongju (1406 – 4 settembre 1464). Figlia di Kim Won, in origine era una schiava al tempio Naeja, diventò gungnyeo nel 1418.
    1. Yi Jeung, principe Gyeyang (1427 – 16 agosto 1464)
    2. Yi Gong, principe Uichang (1428 – 1460)
    3. Yi Chim, principe Milseong (1430 – 1479)
    4. Yi Yeon, principe Ikhyeon (1431 – 1463)
    5. Yi Dang, principe Yeonghae (1435 – 1477)
    6. Yi Geo, principe Damyang (1439 – agosto 1450)
    7. Due figlie senza nome morte durante il parto

  4. Consorte reale Hye del bon-gwan Yang di Cheongju Yang (? – 9 novembre 1455). Figlia di Yang Gyeong e della dama Lee; nipote di Yang Cheom-sik; pronipote di Yang Ji-su. Nome template "dama Minjeong" dal 1791.
    1. Yi Eo, principe Hannam (5 ottobre 1429 – 29 giugno 1459)
    2. Yi Hyeon, principe Suchun (1431 – 1455)
    3. Yi Jeon, principe Yeongpung (17 settembre 1434 – 22 luglio 1456)

  5. Consorte gwi-in del bon-gwan Park di Miryang. Lo status di gwi-in fu concesso nel 1428; in precedenza era nota come "dama Jang-ui", avuto nel 1424.
  6. Consorte gwi-in del bon-gwan Choi. Lo status di gwi-in fu concesso nel 1428; in precedenza era nota come "dama Myeong-ui", avuto nel 1424.
  7. Consorte suk-ui del bon-gwan Jo
  8. Consorte so-yong del bon-gwan Hong (? – 4 febbraio 1452)
  9. Consorte suk-won del bon-gwan Lee
    1. Principessa Jeongan (1438 – 16 ottobre 1461)

  10. Consorte sang-chim del bon-gwan Song
    1. Principessa Jeonghyeon (1425 – novembre 1480)

  11. Consorte sa-gi del bon-gwan Cha (? – 10 luglio 1444)
    1. Una figlia senza nome (1430 – 1431)

  12. Dama sangsik del bon-gwan Hwang
  13. Dama jeonchan del bon-gwan Park

## Ascendenza
|                                 |           |                                           | Genitori                                     |  |  | Nonni |  |  | Bisnonni                      |  |  | Trisnonni                |  |
|                                 |           |                                           |                                              |  |  |       |  |  | Hwanjo di Joseon (Yi Ja-chun) |  |  | Dojo di Joseon (Yi Chun) |  |
|                                 |           |                                           |                                              |  |  |       |  |  | Hwanjo di Joseon (Yi Ja-chun) |  |  | Dojo di Joseon (Yi Chun) |  |
|                                 |           | Gyeongsun di Joseon (Dama Park)           |                                              |  |  |       |  |  | Hwanjo di Joseon (Yi Ja-chun) |  |  |                          |  |
| Taejo di Joseon (Yi Seong-gye)  |           |                                           |                                              |  |  |       |  |  | Hwanjo di Joseon (Yi Ja-chun) |  |  |                          |  |
|                                 |           | Uihye di Joseon                           | Choe Han-gi, lord Yeongheung e duca Jeonghyo |  |  |       |  |  |                               |  |  |                          |  |
|                                 |           | Uihye di Joseon                           | Choe Han-gi, lord Yeongheung e duca Jeonghyo |  |  |       |  |  |                               |  |  |                          |  |
|                                 |           | Uihye di Joseon                           | Dama Lee/Dama Joseonguk                      |  |  |       |  |  |                               |  |  |                          |  |
| Taejong di Joseon (Yi Bang-won) |           | Uihye di Joseon                           |                                              |  |  |       |  |  |                               |  |  |                          |  |
|                                 |           | Han Gyeong, duca Gyeongmin e lord Ancheon | Han Gyu-in                                   |  |  |       |  |  |                               |  |  |                          |  |
|                                 |           | Han Gyeong, duca Gyeongmin e lord Ancheon | Han Gyu-in                                   |  |  |       |  |  |                               |  |  |                          |  |
|                                 |           | Han Gyeong, duca Gyeongmin e lord Ancheon | Dama Jeonggyeong                             |  |  |       |  |  |                               |  |  |                          |  |
| Sin-ui di Joseon (Dama Han)     |           | Han Gyeong, duca Gyeongmin e lord Ancheon |                                              |  |  |       |  |  |                               |  |  |                          |  |
|                                 |           | Dama Shin                                 | Shin Yu-ryeo                                 |  |  |       |  |  |                               |  |  |                          |  |
|                                 |           | Dama Shin                                 | Shin Yu-ryeo                                 |  |  |       |  |  |                               |  |  |                          |  |
|                                 |           | Dama Shin                                 | …                                            |  |  |       |  |  |                               |  |  |                          |  |
| Sejong il Grande (Yi Do)        |           | Dama Shin                                 |                                              |  |  |       |  |  |                               |  |  |                          |  |
|                                 | Min Byeon | Min Jeok                                  |                                              |  |  |       |  |  |                               |  |  |                          |  |
|                                 | Min Byeon | Min Jeok                                  |                                              |  |  |       |  |  |                               |  |  |                          |  |
|                                 | Min Byeon | Dama Won                                  |                                              |  |  |       |  |  |                               |  |  |                          |  |
| Min Je                          | Min Byeon |                                           |                                              |  |  |       |  |  |                               |  |  |                          |  |
|                                 |           | Dama Heo                                  | Heo Baek                                     |  |  |       |  |  |                               |  |  |                          |  |
|                                 |           | Dama Heo                                  | Heo Baek                                     |  |  |       |  |  |                               |  |  |                          |  |
|                                 |           | Dama Heo                                  | …                                            |  |  |       |  |  |                               |  |  |                          |  |
| Wongyeong di Joseon (Dama Min)  |           | Dama Heo                                  |                                              |  |  |       |  |  |                               |  |  |                          |  |
|                                 |           | Song Seon                                 | …                                            |  |  |       |  |  |                               |  |  |                          |  |
|                                 |           | Song Seon                                 | …                                            |  |  |       |  |  |                               |  |  |                          |  |
|                                 |           | Song Seon                                 | …                                            |  |  |       |  |  |                               |  |  |                          |  |
| Dama Song                       |           | Song Seon                                 |                                              |  |  |       |  |  |                               |  |  |                          |  |
|                                 |           | Dama Ha                                   | Ha Hu-seung                                  |  |  |       |  |  |                               |  |  |                          |  |
|                                 |           | Dama Ha                                   | Ha Hu-seung                                  |  |  |       |  |  |                               |  |  |                          |  |
|                                 |           | Dama Ha                                   | …                                            |  |  |       |  |  |                               |  |  |                          |  |
|                                 |           | Dama Ha                                   |                                              |  |  |       |  |  |                               |  |  |                          |  |

## Rappresentazioni nei media
Sejong il Grande, al cinema e in televisione, è stato interpretato dai seguenti attori:
- Kim Yoon-ha in Ju-yucheonha (1962)
- Nam Il-woo in Dae-wang Sejong (1973)
- Shin Sung-ilo in Dae-wang Sejong (1978)
- Nam Sung-woo in Picheonmu (1980)
- Han In-soo in Ppurigib-eun namu (1983)
- Ahn Jae-mo in Yong-ui nunmul (1996)
- Song Jae-ho in Wanggwa bi (1998)
- Kim Jun-shik in Sayuksin (2007)
- Kim Sang-kyung, Lee Hyun-woo e Kim Do-hyeon in Dae-wang Sejong (2008)
- Ahn Sung-ki in Sin-gijeon (2008)
- Han Suk-kyu, Song Joong-ki e Kang San in Ppurigib-eun namu (2011)
- Jeon Moo-song in Insu daebi (2011)
- Ju Ji-hoon in Naneun wang-iroso-ida (2012)
- Yoon Doo-joon in Pongdang pongdang love (2015)
- Kim Sang-kyung in Jang Yeong-sil (2016)
- Nam Da-reum in Yungnyong-i nareusya (2016)

Appare inoltre nei videogiochi Civilization V, Civilization Revolution 2 e StarCraft II: Heart of the Swarm.